# Locon
Loculo è un comune francese di 2 400 abitanti situato nel dipartimento del Passo di Calais nella regione dell'Alta Francia.

## Evoluzione monograFICA
Abitanti censiti